# Nesoclopeus woodfordi
Nesoclopeus woodfordi é uma espécie de ave da família Rallidae.
Pode ser encontrada nos seguintes países: Papua-Nova Guiné e Ilhas Salomão.
Os seus habitats naturais são: florestas subtropicais ou tropicais húmidas de baixa altitude, pântanos subtropicais ou tropicais, rios, lagos de água doce, marismas de água doce e jardins rurais.
Está ameaçada por perda de habitat.